# Nikto (scanner de vulnérabilité)
Pour les articles homonymes, voir Nikto.
 (mars 2022).
Le contenu est difficilement compréhensible vu les erreurs de traduction, qui sont peut-être dues à l'utilisation d'un logiciel de traduction automatique.
 (mars 2022).
La mise en forme du texte ne suit pas les recommandations de Wikipédia : il faut le « wikifier ».
Les points d'amélioration suivants sont les cas les plus fréquents :
- Les titres sont pré-formatés par le logiciel. Ils ne sont ni en capitales, ni en gras.
- Le texte ne doit pas être écrit en capitales (les noms de famille non plus), ni en gras, ni en italique, ni en « petit »…
- Le gras n'est utilisé que pour surligner le titre de l'article dans l'introduction, une seule fois.
- L'italique est rarement utilisé : mots en langue étrangère, titres d'œuvres, noms de bateaux, etc.
- Les citations ne sont pas en italique mais en corps de texte normal. Elles sont entourées par des guillemets français : « et ».
- Les listes à puces sont à éviter, des paragraphes rédigés étant largement préférés. Les tableaux sont à réserver à la présentation de données structurées (résultats, etc.).
- Les appels de note de bas de page (petits chiffres en exposant, introduits par l'outil «  Source ») sont à placer entre la fin de phrase et le point final[comme ça].
- Les liens internes (vers d'autres articles de Wikipédia) sont à choisir avec parcimonie. Créez des liens vers des articles approfondissant le sujet. Les termes génériques sans rapport avec le sujet sont à éviter, ainsi que les répétitions de liens vers un même terme.
- Les liens externes sont à placer uniquement dans une section « Liens externes », à la fin de l'article. Ces liens sont à choisir avec parcimonie suivant les règles définies. Si un lien sert de source à l'article, son insertion dans le texte est à faire par les notes de bas de page.
- La présentation des références doit suivre les conventions bibliographiques. Il est recommandé d'utiliser les modèles {{Ouvrage}}, {{Chapitre}}, {{Article}}, {{Lien web}} et/ou {{Bibliographie}}. Le mode d'édition visuel peut mettre en forme automatiquement les références.
- Insérer une infobox (cadre d'informations à droite) n'est pas obligatoire pour parachever la mise en page.

Pour une aide détaillée, merci de consulter Aide:Wikification.
Si vous pensez que ces points ont été résolus, vous pouvez retirer ce bandeau et améliorer la mise en forme d'un autre article.

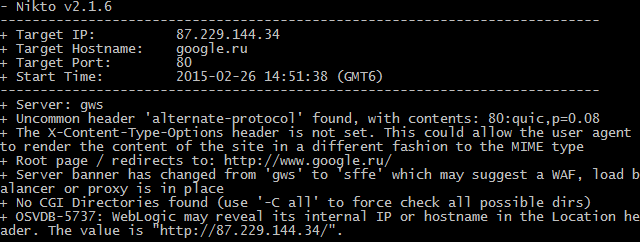
Capture d'écran en cours d'exécution du programme Nikto

Nikto est un scanner de vulnérabilité en ligne de commande logiciel gratuit qui analyse les serveurs Web à la recherche de fichiers/CGI dangereux, de logiciels serveur obsolètes et d'autres problèmes. Il effectue des vérifications génériques et spécifiques au type de serveur. Il capture et imprime également tous les cookies reçus. Le code Nikto lui-même est un logiciel libre, mais les fichiers de données qu'il utilise pour piloter le programme ne le sont pas. La version 1.00 est sortie le 27 décembre 2001.

## Caractéristiques
Nikto peut détecter plus de 6700 fichiers/CGI potentiellement dangereux, vérifier les versions obsolètes de plus de 1250 serveurs et les problèmes spécifiques à la version sur plus de 270 serveurs. Il vérifie également les éléments de configuration du serveur tels que la présence de plusieurs fichiers d'index et les options de serveur HTTP, et tentera d'identifier les serveurs Web et les logiciels installés. Les éléments d'analyse et les plugins sont fréquemment mis à jour et peuvent être automatiquement mis à jour.

## Variantes
Il existe quelques variantes de Nikto, dont MacNikto. MacNikto est un wrapper de script AppleScript GUI shell construit dans Xcode et Interface Builder d'Apple, publié sous les termes de la GPL. Il offre un accès facile à un sous-ensemble des fonctionnalités disponibles dans la version en ligne de commande, installée avec l'application MacNikto,.